# マティルド・ド・ブローニュ (1170-1210)
マティルド・ド・ブローニュ（フランス語：Mathilde de Boulogne, 1170年 - 1210年10月16日）は、ブローニュ伯マチュー・ダルザスとブローニュ女伯マリーの間の次女。ブラバント公アンリ1世の妃。

## 生涯
マティルドの両親はマティルドの生まれた年に結婚を解消し、母マリーはモントルイユのサント＝オストルベルト修道院でベネディクト会の修道女となり、1182年に死去した。結婚解消後も父マチューはブローニュ伯領を死去する1173年まで統治し、その後は長女イドがブローニュ伯位を継承した。
マティルドは1180年に後にブラバント公となるアンリ1世と結婚した。2人の間に以下の子女が生まれた。
- マリー（1190年 - 1260年） - 神聖ローマ皇帝オットー4世と結婚、死別後ホラント伯ウィレム1世と再婚。
- アデライード（1190年 - 1265年） - ブローニュ女伯。1206年にルース伯アルヌルフと結婚、次いで1225年2月3日にオーヴェルニュ伯ギヨーム10世と再婚。
- マルグリット（1192年 - 1231年） - 1206年にゲルデルン伯ゲルハルト3世と結婚
- マティルド（1200年 - 1267年） - 1212年にアーヘンでライン宮中伯ハインリヒ6世と結婚、死別後1214年12月6日にホラント伯フロリス4世と再婚。
- アンリ2世（1207年 - 1248年） - ブラバント公
- ジョフロワ（1209年 - 1254年1月21日） - ガースベーク領主、マリア・ファン・オーデナールデと結婚

マリーは1210年10月16日に死去し、ルーヴェンの聖ペテロ教会に埋葬された。